# Stavros Xarchakos
Stavros Xarchakos (griechisch Σταύρος Ξαρχάκος – meist Stavros Xarhakos transkribiert; * 14. März 1939 in Athen) ist ein griechischer Komponist, Dirigent und Politiker. 
Neben Manos Hadjidakis und Mikis Theodorakis gilt er als einer der bedeutendsten griechischen Komponisten. Er studierte Musik in Athen, Paris und New York. Zu Beginn seiner Karriere trat er hauptsächlich durch seine Kompositionen für Theater und Film hervor. Später wandte er sein Interesse der klassischen Musik zu. Seit 1995 ist Xarchakos Dirigent des Staatlichen Orchesters griechischer Musik (KOEM). Mit seinen im Rembetiko-Stil komponierten Liedern zum Film Rembetiko von Kostas Ferris löste er eine Renaissance dieses Musikgenres in Griechenland aus.
Von 2000 bis 2004 war er Abgeordneter der Nea Dimokratia im Europaparlament. 

## Werke

### Als Komponist
- 1963: Kokkina Fanaria (Κόκκινα Φανάρια, Film (Die roten Laternen) von Vasilis Georgiadis)
- 1964: Lola (Λόλα)
- 1964: Monastiraki - tetragono (Μοναστηράκι - τετράγωνο)
- 1964: I Ellada tis Melinas (Η Ελλάδα της Μελίνας) mit Melina Mercouri
- 1966: Ena mesimeri (Ένα μεσημέρι)
- 1966: Ellispontos (Ελλήσποντος)
- 1968: Chromata (Χρώματα)
- 1969: Thrinos gia ton Ignacio Sanchez Mejias (Θρήνος για τον Ιγνάθιο Σάντσιεθ Μεχίας = Llanto Por Ignacio Sanchez Mejias von Federico García Lorca)
- 1969: Koritsia ston ilio (Κορίτσια στον ήλιο, Film von Vasilis Georgiadis)
- 1969: Kosme agapi mou (Κόσμε αγάπη μου)
- 1972: Dionyse kalokeri mas (Διόνυσε καλοκαίρι μας)
- 1974: To megalo mas tsirko (Το μεγάλο μας τσίρκο, Theaterstück von Iakovos Kambanellis)
- 1974: Nyn ke ai (Νυν και αεί)
- 1983: Rembetiko  (Ρεμπέτικο, Film von Kostas Ferris)
- 1985: "Theatrika" ("Θεατρικά") (Auswahl aus: Kokkina fanaria, Mi patate ti chloi, Kommedia, Kokkina triantafilla gia mena)
- 1986: Xarchakos / Parios (Ξαρχάκος / Πάριος) mit Giannis Parios
- 1988: Synavlia (Συναυλία) mit Giorgos Dalaras und Dimitra Galani
- 1991: Ta kata Markon (Τα κατά Μάρκον)
- 1995: Aman ke amin (Αμάν και αμήν)
- 1995: Onira stis gitonies (Όνειρα στις γειτονιές) - solo bouzouki Giorgos Zambetas
- 2002: Ι megaliteres epitychies tou (Οι μεγαλύτερες επιτυχίες του) (= Seine größten Erfolge)

### Als Dirigent
- 1989: Missa Criolla (Ariel Ramírez)
- 2004: Epitafios (M. Theodorakis - G. Ritsos) kata Stavro Xarhako
- 2005: Mozart Requiem 1791–1991 (Legend Classics)